# Rafetus swinhoei
Rafetus swinhoei är en sköldpaddsart som beskrevs av den brittiske zoologen John Edward Gray 1873. Rafetus swinhoei ingår i släktet Rafetus och familjen lädersköldpaddor. Inga underarter finns listade i Catalogue of Life. Det finns endast tre kända individer kvar, där alla är i fångenskap eller i naturreservat och troligtvis ingen i det vilda.
Arten förekommer i sydöstra Kina och norra Vietnam. Det ursprungliga utbredningsområdet ligger vid Röda floden och Yangtze samt några bifloder. Två återupptäckta vilda exemplar lever i ett naturreservat i norra Vietnam. Habitatet utgörs av träskmarker vid floderna. En individ som hölls i fångenskap matas framgångsrik med fisk, smådelar av kyckling, kräftdjur, snäckor och grönsaker.
En hona i fångenskap levde 90 år och den lade tre eller fyra ägg per tillfälle.
Under historien fångades flera exemplar för köttets och äggens skull. Population minskade dessutom på grund av dammbyggnader och vattenföroreningar. IUCN kategoriserar arten globalt som akut hotad.